# Axonopus capillaris
Axonopus capillaris är en gräsart som först beskrevs av Jean-Baptiste de Lamarck, och fick sitt nu gällande namn av Mary Agnes Chase. Axonopus capillaris ingår i släktet Axonopus och familjen gräs. Inga underarter finns listade i Catalogue of Life.